# Міністерство оборони Швеції
Міністерство оборони Швеції — урядова установа, несе відповідальність за політику національної оборони Швеції.

## Історія
Шведське міністерство оборони існувало в його нинішньому вигляді з 1920 року. Міністерство має штат із 150 тисяч осіб: політичні радники, чиновники, помічники, канцелярські офіцери, військові радники тощо.
Міністерство очолює міністр оборони; з 2022 року цей пост займає Пол Йонсон.

## Урядові установи
- Шведські Збройні Сили
- Шведська берегова охорона
- Шведська рада з розслідування пригод